# リヴァー・オブ・ドリームス
リヴァー・オブ・ドリームス（River of Dreams）は、ビリー・ジョエルが1993年に発表したアルバム。日本で先行発売され、初回盤(カタログ番号:SRCS 6789)には邦題はなく、ラテン文字の大文字表記(RIVER OF DREAMS)だった。ミニディスク版も発売された。

## 解説
ビリーが1990年代に発表した、唯一のオリジナル・アルバム。1992年夏のレコーディング開始当初、ニューヨーク州のシェルター・アイランドで、セルフプロデュースで7曲を制作したものの、結果に不満があったため、ドン・ヘンリーの推薦で、ジェームス・テイラーやキャロル・キング等との活動で知られるギタリスト、ダニー・コーチマー（本作のクレジットでは、ニックネームの一つであるダン・コーチマーと記載）にプロデュースを依頼、自身のバンドメンバーに代えて外部のセッションミュージシャンを演奏に起用する事とし、改めてレコーディングを行った。なお「見えないのは真実」のみ、前述のシェルター・アイランドでのセッション音源（ビリー自身とデイヴ・ソーナーのプロデュース）がアルバムに収録された。また「ザ・リヴァー・オブ・ドリームス」はダニーとジョー・ニコロの共同プロデュースとなっている。ジャケットは当時の妻でモデルのクリスティ・ブリンクリーが描いた絵画を使用したもので、発売の同年にローリング・ストーン誌の「The Best Album Cover of the Year」に選出されている。なお、発売の翌1994年にビリーとクリスティは離婚している。
アルバムはBillboard 200で初登場1位。通算4作目の全米1位獲得アルバムとなった。先行シングル「ザ・リヴァー・オブ・ドリームス」は全米3位・全英3位に達した。第2弾シングル「君が教えてくれるすべてのこと」はカラー・ミー・バッドがゲスト参加した曲で、全米29位・全英32位。更に、アメリカでは「眠りつく君へ」（全米77位）、イギリスでは「ノー・マンズ・ランド」（全英50位）もシングル・カットされた。
本作に伴うワールド・ツアーの前半が終了し、ビリーはエルトン・ジョンとのジョイント・ツアーを行う。

## 収録曲
全曲ビリー・ジョエル作。
1. ノー・マンズ・ランド - "No Man's Land" - 4:48
2. グレート・ウォール・オブ・チャイナ - "The Great Wall of China" - 5:47
3. ブロンド・オーヴァー・ブルー - "Blonde Over Blue" - 4:55
4. 憂鬱なヴァリエーション - "A Minor Variation" - 5:36
5. 見えないのは真実 - "Shades of Grey" - 4:11
6. 君が教えてくれるすべてのこと - "All About Soul" - 6:01
7. 眠りつく君へ - "Lullabye (Goodnight, My Angel)" - 3:33
8. ザ・リヴァー・オブ・ドリームス - "The River of Dreams" - 4:07
9. 2千年もの果てに - "Two Thousand Years" - 5:20
10. ラスト・ワーズ - "Famous Last Words" - 4:55

## 参加ミュージシャン
- ビリー・ジョエル - ボーカル、ピアノ、ハモンドオルガン、シンセサイザー、クラビネット
- ダニー・コーチマー - ギター
- トミー・バーンズ - ギター
- T.M.スティーヴンス - ベース
- ザッカリー・アルフォード - ドラムス
- ジェフ・ジェイコブス - シンセサイザー、プログラミング
- フランク・シムズ - バッキング・ボーカル
- ジョージ・シムズ - バッキング・ボーカル
- クリスタル・タルフェロ - バッキング・ボーカル
- Wrecia Ford - バッキング・ボーカル
- Marlon Saunders - バッキング・ボーカル
- B. デヴィッド・ウィットウォース - バッキング・ボーカル
- アイラ・ニューボーン - オーケストレーション
- レスリー・ウェスト - ギター(on 1. 2. 4.)
- ジム・サポリート - パーカッション(on 2.)
- ロニー・ダリル・ヒリヤー - ベース(on 3. 7.)
- リッチー・カナータ - サックス(on 4.)
- Arno Hecht - サックス(on 4.)
- Osvaldo Melindez - トロンボーン(on 4.)
- ローレンス・エトキン - トランペット(on 4.)
- リバティ・デヴィート - ドラムス(on 5.)
- シューラー・ディール - ベース(on 5.)
- カラー・ミー・バッド - ボーカル(on 6.)
- アンディ・クラヴィッツ - パーカッション(on 8.)
- マイク・タイラー - ギター(on 8.)
- チャック・トリース - ベース(on 8.)
- ジェフ・リー・ジョンソン - ベース(on 8.)
- スティーヴ・ジョーダン - ドラムス(on 9. 10.)